# Okres Glâne
Okres Glâne (francouzsky District de la Glâne) je jedním z 7 okresů v kantonu Fribourg ve Švýcarsku. Administrativním centrem okresu je Romont.

## Seznam obcí
| Znak                      | Název obce                | Počet obyvatel (31. 12. 2023) | Rozloha (km²) | Hustota zalidnění (obyv./km²) |
| ------------------------- | ------------------------- | ----------------------------- | ------------- | ----------------------------- |
| Billens-Hennens           | Billens-Hennens           | 908                           | 4,89          | 186                           |
| Châtonnaye                | Châtonnaye                | 865                           | 6,31          | 137                           |
| Grangettes                | Grangettes                | 212                           | 3,31          | 64                            |
| Le Châtelard              | Le Châtelard              | 352                           | 7,49          | 47                            |
| Massonnens                | Massonnens                | 606                           | 4,29          | 141                           |
| Mézières                  | Mézières                  | 1147                          | 8,93          | 128                           |
| Romont                    | Romont                    | 5891                          | 10,89         | 541                           |
| Rue                       | Rue                       | 2632                          | 20,04         | 131                           |
| Siviriez                  | Siviriez                  | 2566                          | 20,28         | 127                           |
| Torny                     | Torny                     | 1082                          | 10,18         | 106                           |
| Ursy                      | Ursy                      | 4025                          | 17,13         | 235                           |
| Villaz                    | Villaz                    | 2347                          | 15,43         | 152                           |
| Villorsonnens             | Villorsonnens             | 1526                          | 15,47         | 99                            |
| Vuisternens-devant-Romont | Vuisternens-devant-Romont | 2352                          | 24,02         | 98                            |
| Celkem (14)               | Celkem (14)               | 26 511                        | 168,66        | 157                           |